# フェリックス・ラヴェッソン
ジャン・ガスパール・フェリックス・ラヴェッソン＝モリアン（Jean Gaspard Félix Ravaisson-Mollien, 1813年10月23日 - 1900年5月18日）は、フランスの哲学者、考古学者。フランス・スピリチュアリスム哲学の主要思想家の一人と目される。
ラヴェッソンはフランスのナミュールに生まれた。コレージュ・ロランをよい成績で卒業した後、ミュンヘンに留学してシェリングの講義を受講し、1836年に哲学の学位を取得した。翌年、『アリストテレス形而上学に関する試論（Essai sur la métaphysique d'Aristote）』を発表し、1846年には同書の増補版を出版した。この書はアリストテレスの理論や逍遥学派の注釈に留まらず、それを発展させて近代哲学的な体系を打ち立てようとしたものである。

## 『習慣論』
1838年には『習慣論（De l'habitude）』によって博士号を得た。この学位論文は現代では哲学の古典の地位に置かれている（この形而上学的な「詩」は、獲得された習慣とは実存が見せる独特な顕現であると捉え、その本性を直観的方法で分析することを通じて理解しようとする仕事で、ベルクソンやハイデガーに賞賛された）。その後、レンヌ大学で哲学教授に就任。1840年からは公立図書館総監察官に任命され、1860年には高等教育総視学監となる。道徳・政治学アカデミーのメンバーでもあり、1870年からはルーヴル美術館の古代美術部門の学芸員を務めた。ラヴェッソンはパリで没した。
哲学において、ラヴェッソンはヴィクトル・クザンのエクレクティスム（スピリチュアリスム）学派に身をおいていたが、クザンとは多くの重要な論点において対立した。ラヴェッソンによれば、意識の働きがあらゆる知識の基盤となる。意識の働きは意志の顕現であり、知的生活を動機づけ、それを創造する力である。神の観念とは、自然と人間に見られる調和を反映した精神がもつ様々な能力のすべてによって与えられた累積的な直観である。この考えは19世紀以後、幾年にもわたってフランスのスピリチュアリスム哲学その他に影響を及ぼし続けた。
ラヴェッソンの哲学的な主著は次の通り。「ハミルトン氏の『哲学断片』（Les Fragments philosophiques de Hamilton）」（『Revue des Deux Mondes』1840年11月号に掲載）、『ストア派についての報告（Rapport sur le stoicisme）』（1851年）、『19世紀フランス哲学に関する報告（La Philosophie en France au dix-neuvième siècle）』（1868年、第三版1889年、日本語訳書2017年）、『道徳と形而上学（Morale et métaphysique）』（1893年）。ラヴェッソンは哲学者として才能を発揮しただけでなく、考古学者としての業績もあり、古代彫刻についての論文を『Revue Archéologique』や『Mémoires de l'Académie des Inscriptions』に発表している。1871年にはミロのヴィーナスについてのモノグラフを出版した。
『L'Année philosophique』（パリ、1868年）掲載の「シャルル・ベルナール・ルヌーヴィエ（Charles Bernard Renouvier）」およびドリアック（Dauriac）の「Ravaisson philosophe et critique」（『La Critique philosophique』1885年、第2巻）も参照のこと。

## 著作
- De l'habitude, Paris, Impr. de H. Fournier, 1838, sur le site de l'Académie de Nancy (réimpression : Paris, PUF, 1999).
［邦訳］野田又夫訳『習慣論』岩波書店、1938年
［英訳］Of Habit, preface by Catherine Malabou, trans. by Clare Carlisle and Mark Sinclair, London: Continuum, 2008.
- Essai sur la métaphysique d'Aristote, Paris, Imprimerie Royale, 2 vol., 1837-1846, sur le site Gallica de la Bibliothèque Nationale de France (réimpression : Paris, Cerf, 2007).
- La Philosophie en France au XIXe siècle, Paris, Hachette, 1867 3e éd., 1889, sur le site Gallica de la Bibliothèque Nationale de France (réimpression : Paris, Fayard, 1984).
杉山直樹、村松正隆訳『十九世紀フランス哲学』知泉書館、2017年
- La Vénus de Milo, Paris, Hachette, 1871
- Métaphysique et morale, Revue de Métaphysique et de Morale, 1893 .
- Testament philosophique (écrit presque entièrement en 1899-1900), in Revue de Métaphysique et de Morale, 1901 .
- L'Art et les Mystères grecs, Paris, L'Herne, 1985.Le titre n'est pas de Ravaisson mais de l'éditeur Dominique Janicaud. Il s'agit d'une anthologie d'articles ou d'extraits d'articles portant sur l'art et sur la religion grecque parus en diverses occasions.
- De l'enseignement du dessin dans les lycées, Paris, Paul Dupont, 1854.
- L'enseignement du dessin d'après Félix Ravaisson, deuxième partie de l'Article « Dessin » qui se trouve dans la première partie du Dictionnaire de pédagogie et d'instruction primaire dirigé par Buisson (première édition de 1887)
- La Bibliothèque nationale de France conserve, au Département des Manuscrits Occidentaux (Site « Richelieu »), la grande majorité des différents fonds d'archives renfermant ses manuscrits.
- L'Institut de France conserve le manuscrit de l’Essai sur la Métaphysique d'Aristote.